# محمود العابدی
محمود سلیمان العابدی (۱۹۰۷ – ۱۹۷۸) تاریخ‌نگار و پژوهشگر باستان‌شناسی فلسطینی بود. در روستای عصیره الشمالیه در نابلس به دنیا آمد. در سال ۱۹۲۷ از دار المعلمین، دانشکدهٔ عربی در اورشلیم فارغ‌التحصیل شد. در سال ۱۹۶۰، او به مأموریتی برای تحصیل باستان‌شناسی در دانشگاه پروجا در ایتالیا اعزام شد. او همچنین در مؤسسهٔ باستان‌شناسی رم به مطالعه آثار باستانی رومی پرداخت و پس از آن به مؤسسهٔ باستان‌شناسی دانشگاه لندن پیوست. سپس به آتن رفت و خود را وقف مطالعه آثار باستانی یونانی کرد. از ۱۹۷۵ تا مرگش، رئیس انجمن اتحادیه نویسندگان اردن بود.

## زندگی و پیشه
محمود سلیمان العابدی در سال ۱۹۰۷ در روستای عصیره الشمالیه از توابع نابلس، ولایت بیروت، امپراتوری عثمانی، متولد شد و تحصیلات ابتدایی خود را در آنجا گذراند. در سال ۱۹۲۳، به دار المعلمین، دانشکدهٔ عربی، در اورشلیم پیوست و در سال ۱۹۲۷ فارغ‌التحصیل شد. به عنوان معلم در مدرسهٔ راهنمایی الصالحیه در نابلس و سپس در مدرسهٔ بیت‌لحم منصوب شد. سپس به عنوان مدیر مدرسهٔ الصواوین-الزاویه در صفد منصوب شد و تا پایان قیمومیت بریتانیا در آنجا ماند.
در سال ۱۹۲۸، او در کنفرانس باشگاه‌های اسلامی که در یافا برگزار شد، شرکت کرد. در سال ۱۹۳۴، گواهینامهٔ عالی معلمان مدارس متوسطهٔ فلسطین را دریافت کرد. العابدی پس از نکبت ۱۹۴۸، فلسطین را به مقصد اردن ترک کرد و در آنجا چندین سمت در بخش آموزش و پرورش داشت که آخرین آن سمت بازرس کل آموزش خصوصی در وزارت آموزش و پرورش بود. سپس به عنوان بازرس کل ادارهٔ آثار باستانی اردن و مدیر ادارهٔ فرهنگ و هنر منصوب شد. در سال ۱۹۶۰، او به مأموریتی برای تحصیل باستان‌شناسی در دانشگاه پروجا در ایتالیا اعزام شد. او همچنین در مؤسسهٔ باستان‌شناسی رم به مطالعهٔ آثار باستانی رومی پرداخت و به مؤسسهٔ باستان‌شناسی دانشگاه لندن پیوست. سپس به آتن رفت و خود را وقف مطالعه آثار باستانی یونانی کرد.
پس از بازنشستگی، به عنوان مشاور فرهنگی شهرداری پایتخت در امّان منصوب شد. او در سال ۱۹۷۵ به عنوان رئیس انجمن نویسندگان اردن انتخاب شد. او به خاطر نگارش کتاب «جغرافیای جهان عرب» نشان لیاقت اردن، درجه چهار، را دریافت کرد.
محمود العابدی در سال ۱۹۷۸ در عمان درگذشت و همان‌جا به خاک سپرده شد.در دسامبر ۱۹۹۰، نشان قدس برای فرهنگ، هنر و ادبیات به نام او اهدا شد.

## آثار
از جمله آثار وی به زبان عربی:
- مبادئ التاريخ القديم: ۱۹۳۴.
- معلومات حديثة: ۱۹۳۸
- تاريخ العرب: ۱۹۳۷.
- معلومات مدنية: ۱۹۴۴.
- تاريخ فلسطين القديم: ۱۹۴۲.
- جغرافية العالم العربي: ۱۹۵۴.
- من قصص العرب: ۱۹۵۴.
- آثار البتراء، عمان: ۱۹۵۶.
- القصور الأموية في البادية: ۱۹۵۸.
- إيران من كفاح إلى النجاح: ۱۹۵۹.
- من تاريخننا: سه جلد، ۱۹۶۰–۱۹۷۴.
- الحفريات الأثرية في الأردن: ۱۹۶۰.
- التاريخ بلقصص: ۱۹۶۴.
- كهف الرجيب: ۱۹۶۷.
- مخطوطات البحر الميت: ۱۹۶۷.
- للباطل جولة: نمایشنامه: ۱۹۶۷.
- مأساة بيت المقدس: ۱۹۶۹.
- بن جوريون وبناة إسرائيل: ۱۹۶۹.
- عمان في ماضيها وحاضرها: ۱۹۷۱.
- أنيس الجليس: ۱۹۷۲.
- قدسنا: ۱۹۷۲.
- الآثار الإسلامية في فلسطين والأردن: ۱۹۷۳
- أجانب في ديارنا: ۱۹۷۴.
- خير جليس: ۱۹۷۵.
- الوطن العربي: نحو تنمية اقتصادية ووحدة سياسية: ۱۹۷۵.
- صفد في التاريخ: ۱۹۷۷.
- آثار جرش، عمان:
- المغرب، ملك وشعب:

ترجمه‌ها:
- رحلة إلى المشرق، 1834-1835: از الکساندر ویلیام کینگلیک، ۱۹۷۱.
- الآثار في الأراضي المقدسة: از کاترین کینون، ۱۹۷۲.